# Eustație Altini

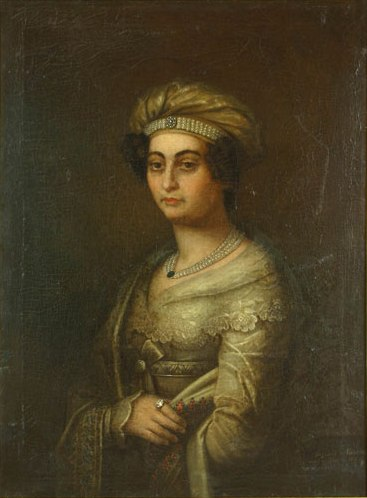
Portret de femeie, ulei pe pânză, Muzeul Naţional de Artă al României, București

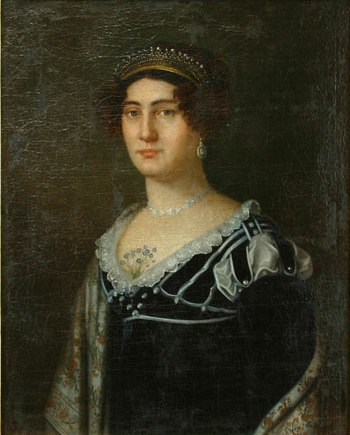
Portretul fiicei vornnicului C-tin Costache Talpan - Portretul Saftei Costachi Talpan, ulei pe pânză, Muzeul Naţional de Artă al României, Bucureşti

Eustație Altini (n. 1772?, Zagora Peliou, Imperiul Otoman, în prezent Grecia – d. 1815, Iași), cunoscut și ca Eustatie sau Eustache Altini, a fost pictor și iconograf moldovean de origine greacă, promotor al stilului neoclasic în Moldova.

## Biografie
Eustatie Altini s-a născut în 1772 la Zagora⁠(en)[traduceți], o mică localitate cu populație greacă, în Imperiul Otoman. În 1780, în urma opresiunilor turcești, a emigrat împreună cu familia în Moldova, la Iași, unde a devenit ucenic al zugravul Nicolae. Remarcat, a fost trimis în 1789 să studieze pictura la Academia de Arte Frumoase din Viena (Akademie der Bildenden Künste) cu pictorii Heinrich Füger, Johann Baptist Lampi și Hubert Maurer, cu sprijinul domnitorului Moldovei sau, după alte surse, al cneazului Potemkin, care s-a aflat în Iași între anii 1790-1791.
La Viena a deprins meșteșugul picturii apusene. A învățat, între altele, cum să introducă perspectiva și clarobscurul în tradiția iconografiei ortodoxe. Reîntors de la Viena, devine unul din promotorii stilului neoclasic și unul din primii pictor „academiști” români, introduce pictura în ulei și conduce o clasă de pictură la Academia Domnească din Iași.

## Activitate artistică
Activitatea lui Eustatie Altini a fost centrată pe pictura religiosă, el fiind creatorul (sculptura și pictura) catapetesmelor de la bisericile „Banu” și „Sf. Spiridon” din Iași. Printre alte lucrări ale acestuia se numără: icoanele de la Biserica „Sf. Nicolae” din Bălți (Republica Moldova) (1803), astăzi pierdute, icoanele împărătești pictate la cerearea lui Veniamin Costache pentru Biserica „Sf. Gheorghe”, vechea catedrală a Mitropoliei din Iași, pictura catapetesmei de la Catedrala Episcopală de la Roman, realizată la cererea episcopului Gherasim Clipa-Barbovschi și finalizată în 1805, icoana Sfântului Nicolae de la Biserica „Patruzeci de Sfinți” din Iași.
O parte semnificativă a activității lui Eustatie Altini a constituit-o pictura de șevalet, în special portretistica, el realizând, pe lângă numeroase portrete de femei, și un portret al mitropolitului Veniamin Costache în tinerețe (intitulat „Intrarea lui Veniamin Costachi în monahism”) reprezentat ca un tânăr luxos și la modă.